# Atanas Gerov
Atanas Gerov, född 8 oktober 1945 i Kyustendil, är en bulgarisk före detta fotbollsspelare.
Gerov blev olympisk silvermedaljör i fotboll vid sommarspelen 1968 i Mexico City.